# Woodmancote (Tewkesbury)
Woodmancote – wieś i civil parish w Anglii, w hrabstwie Gloucestershire, w dystrykcie Tewkesbury. Leży 17 km na północny wschód od miasta Gloucester i 140 km na zachód od Londynu. W 2011 roku civil parish liczyła 3029 mieszkańców.